# Bunkermuseum Skanderborg
Das Bunkermuseum in Skanderborg (dänisch Skanderborg Museumsbunkerne) ist Teil des Museums Skanderborg. Es erinnert an die Zeit von April 1940 bis Mai 1945, als Dänemark unter deutscher Besatzung litt.

## Geschichte
Nach der im Rahmen des „Unternehmens Weserübung“ durchgeführten Besetzung Dänemarks durch die Wehrmacht wurden im Wildpark Dyrehave südlich des Ortskerns von Skanderborg zwei Bunker als Befehlsstand für das Hauptquartier der deutschen Luftwaffe in Dänemark gebaut. Diese dienen heute als Museumsbunker zur Illustration der Besatzungszeit.
Ein besonderes Exponat ist eine originale Rotor-Chiffriermaschine Enigma I, die im Krieg zur Verschlüsselung des geheimen deutschen Nachrichtenverkehrs eingesetzt wurde.